# Pedro Nolasco Gandarillas

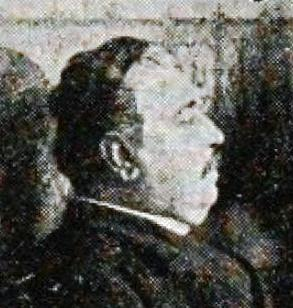
Pedro Nolasco Gandarillas Luco. Fotografía hacia 1891.

Pedro Nolasco Gandarillas Luco (Santiago, 25 de diciembre de 1839-11 de noviembre de 1891) fue un político chileno, ejerció como ministro de hacienda.

## Primeros años de vida
Hijo de José Santiago Gandarillas Guzmán y de Carmen Luco Huici. Hermano de los parlamentarios y ministros José Antonio, Alberto, Francisco y Juan.
Estudio en el colegio de los Padres Franceses y en el Instituto Nacional.

## Vida pública
En sus primeros años se dedicó al comercio y posteriormente a la administración pública.
Fue nombrado administrador del estanco de Santiago y en 1881 ocupó el cargo de ministro de la Tesorería General, director del Tesoro en 1883 y presidente del Tribunal de Cuentas.

### Diputado
Como parlamentario fue elegido diputado suplente por Llanquihue y Osorno (1873-1876), diputado por Parral (1876-1879), senador suplente por el Maule (1882-1888), senador suplente por Valparaíso (1888-1894, suprimido el cargo por la reforma constitucional de 1888).

### Ministro
Ejerció como ministro de Hacienda entre el 5 de septiembre y el 13 de octubre de 1885, y una vez más entre el 21 de enero de 1890 y el 11 de agosto de 1890.
Tras la revolución de 1891, por ser ministro y apoyar a José Manuel Balmaceda, fue atacado tanto él como su familia, viendo su nombre y honra mancillados, al no soportar la situación, se suicidó cortándose la arteria carótida con una navaja de afeitar, el 11 de noviembre de 1891. Fue enterrado en el mausoleo familiar en el Cementerio General de Santiago.